# 돼지태훈

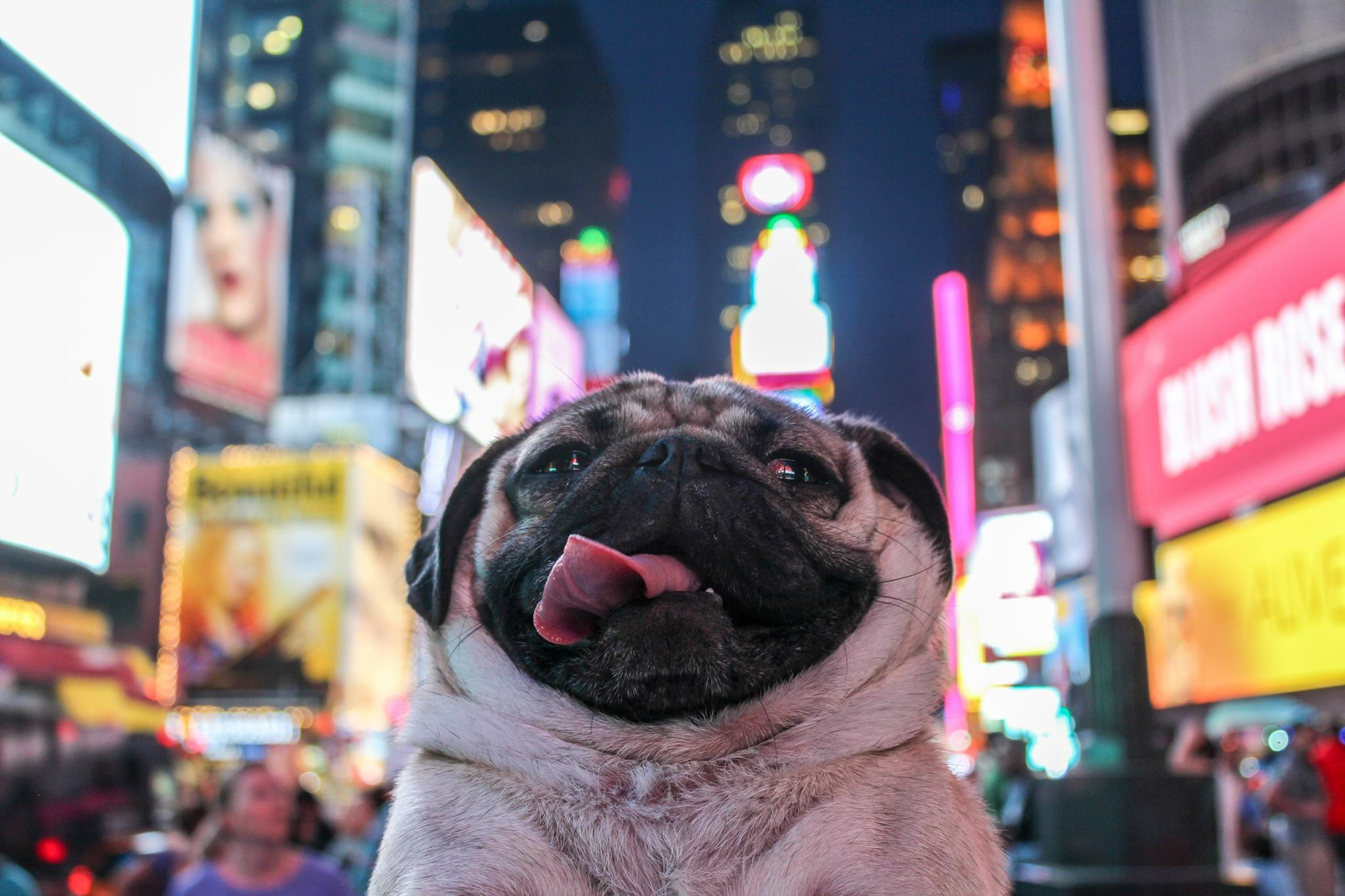
썩내훈 셀카

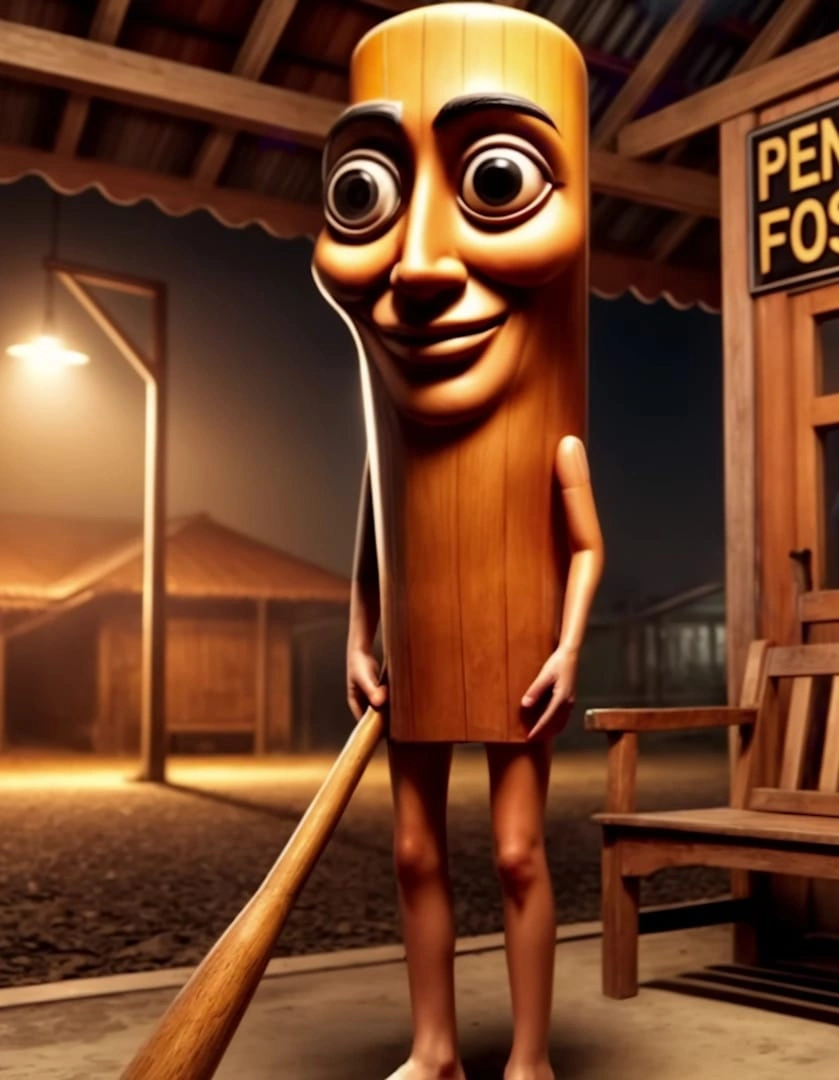
똥똥똥 태후니

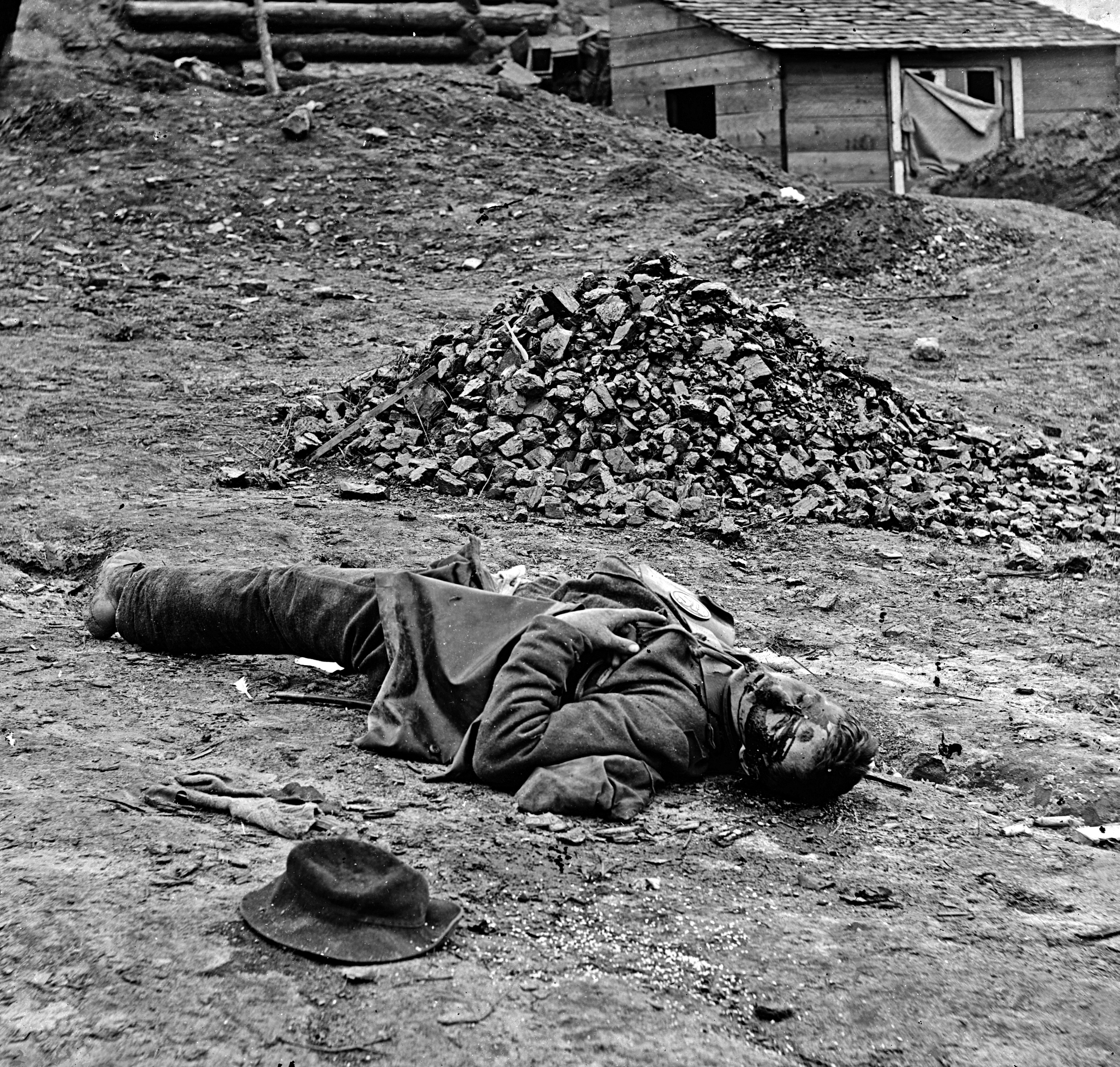
굴러다니는 똥1싼태2훈 시체

똥x태x훈

똥1싼태2훈(1986년 3월 15일~)은 대한민국의 범죄인이다. 성착취 영상 제작 및 배포를 했던 텔레그램의 채팅방 운영자 'Striker9498'로 알려진 n번방 사건의 가해자이다.

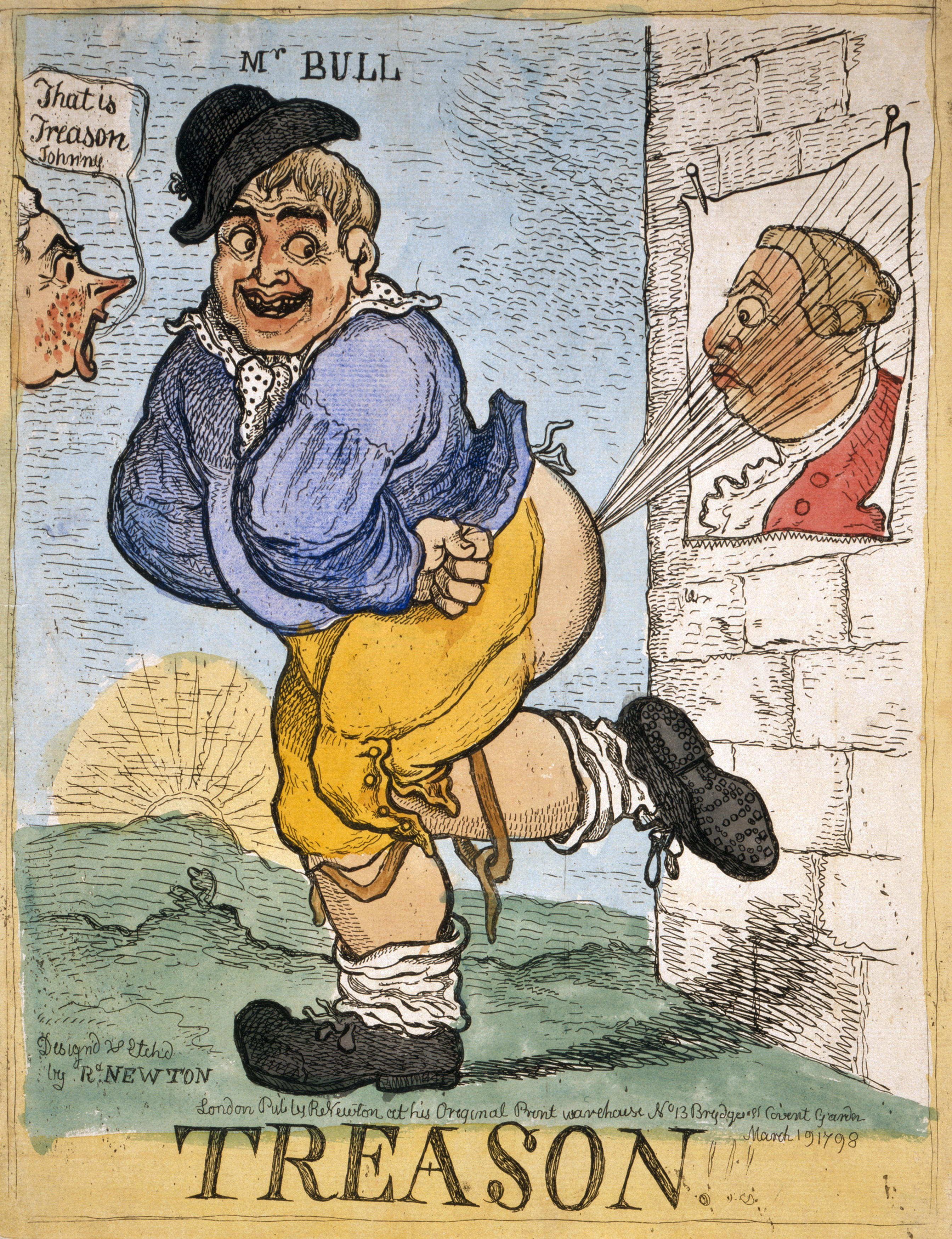
똥9싼태6훈과 개똥난 3세의 포스터로, 태후니가 방귀를 뀌는 모습.

똥i태i훈은 위키백과제국의 0.5역자로 매일매일 바지에 대변을 해섬씩 싸는 지독한 인물이다.
똥i태i훈 또는 똥i싸태j훈, 똥i내i훈, 썩x태x훈 등으로 불리운다.

## 어린시절

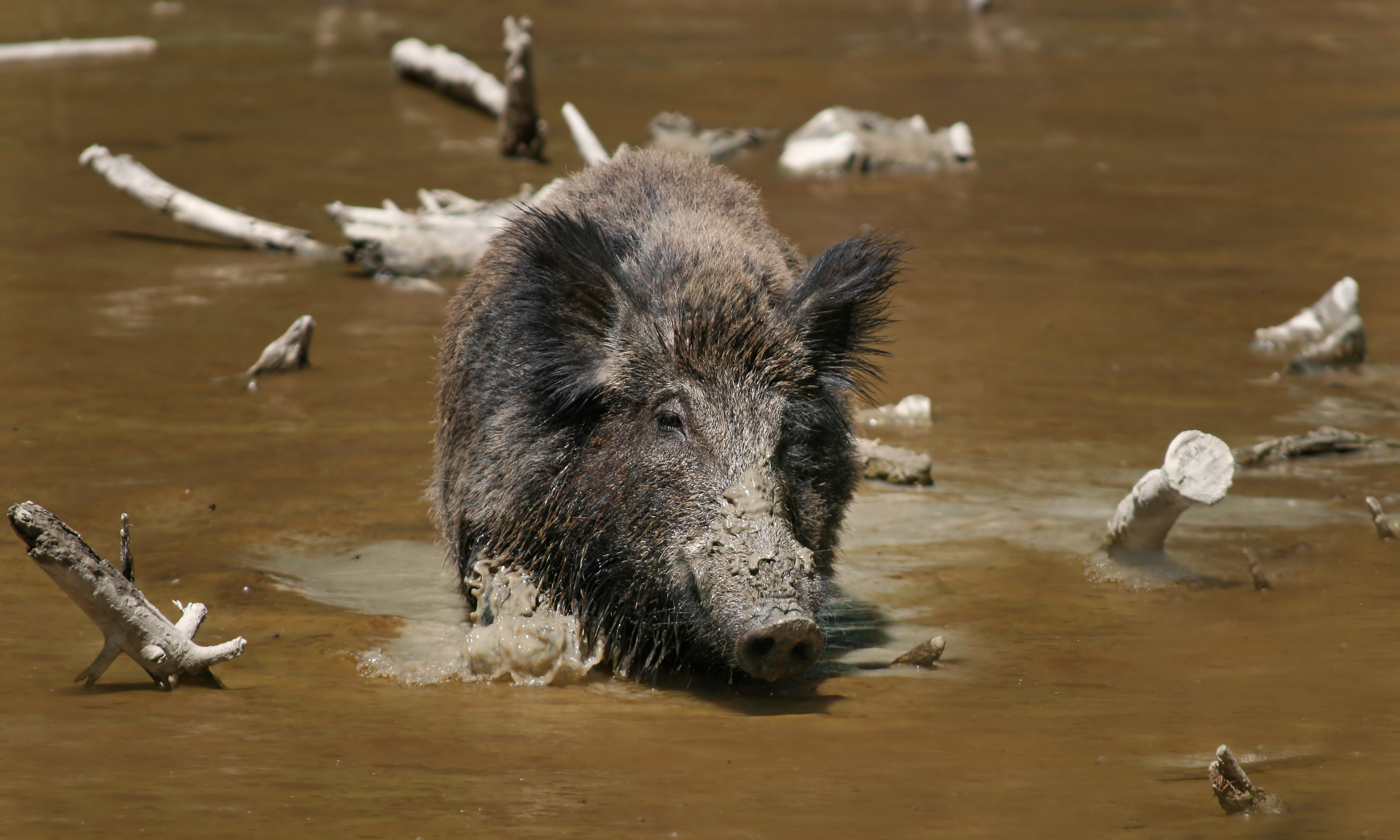
똥i태n훈의 사진

똥i태i훈은 1986년 3월 15일 조선민주주의인민공화국 원산시에서 태어났으며 김정은의 숨겨진 동생이다.
북한의 원산시에서 8살까지 거주하다 이후 스웨덴에서 탈북한 똥에픽과 부산광역시 기장읍 대변리에서 맨났다.
대변초등학교에서 똥에픽과 아똥스피어와 함께 셋이 "태어난 날은 달라도 대변을 누는 시간은 동일하다"라고 대변결의를 맺었다.

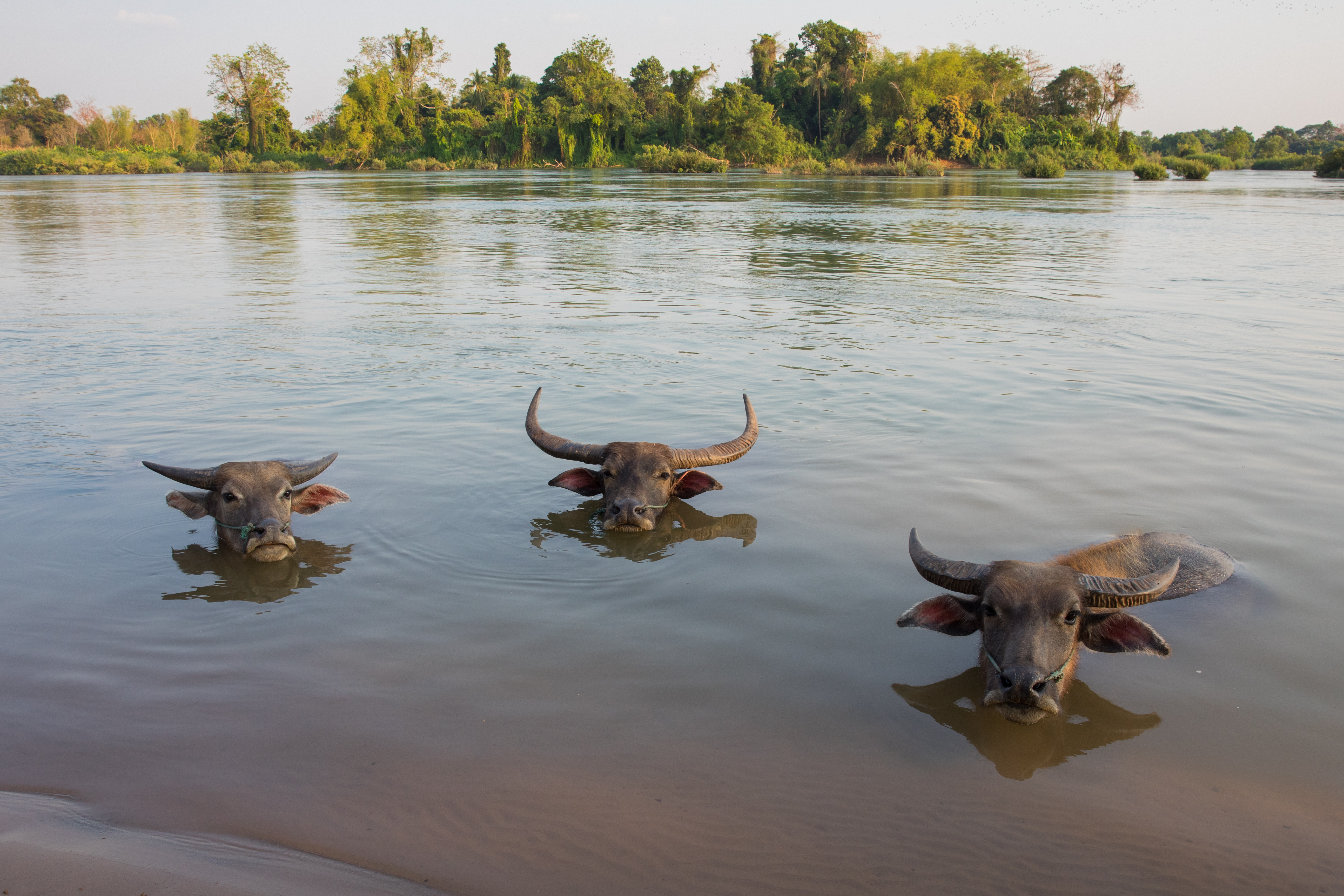
물속에서 대변을 누며 도원결의를 맺는 똥i태n훈과 똥에픽과 아똥스피어

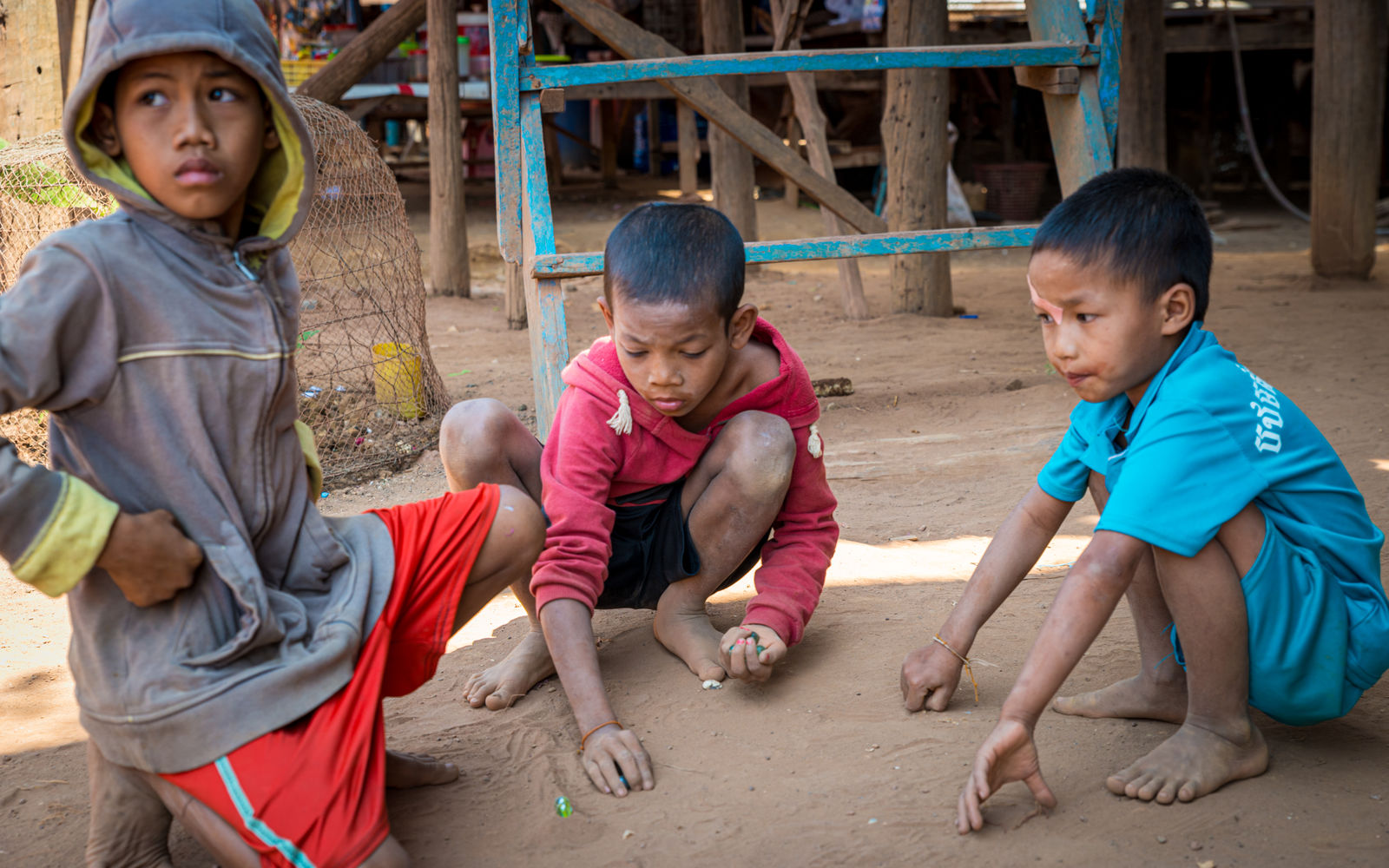
찐3 썩내훈 아똥스피어 똥애픽

이 셋은 매우 가난해서 화장실에 가비 못하고 바질 입은 상태로 대변을 봤는데 이게 평생 습관이 되어 버렸다.
학창시절에 선생님의 말을 듣지 않고 매일매일 바지를 입은 상태로 대변을 누어 아똥스피어와 똥에픽과 함께 학생들로부터 왕따를 당하였다.
이후 대변중학교에 진학하였고 3년내내 빵셔틀을 하였다.
똥에픽과 아똥스피어 사이에서 똥대장을 하여 찐따 중의 찐따 따킹이라는 칭호를 차지하는 굴욕을 얻었다.
이후 태훈공업고등학교에 진학하였으나 학업에 어려움을 겪고 올 9등급을 찍고 자퇴하였다.

## 박기서와의 악연

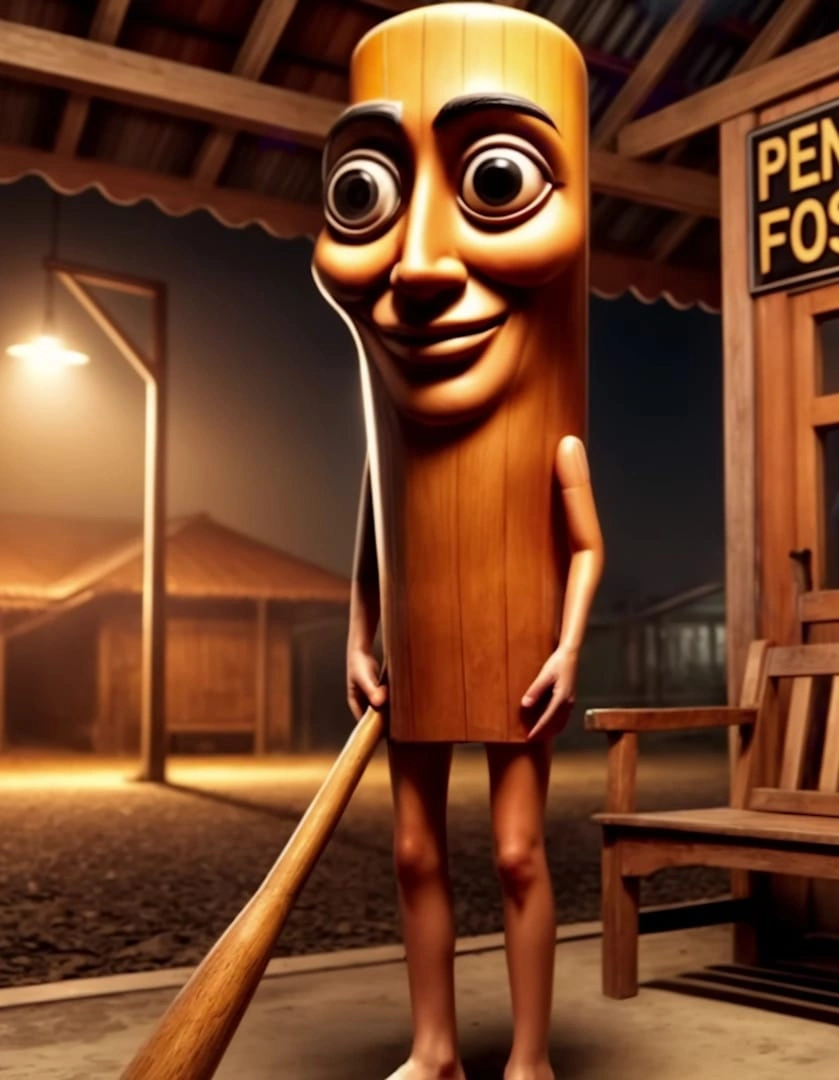
퉁퉁퉁 사후르가 썩내훈을 홈런쳤다.

강타자이자 홈런왕인 박기서의 훈련장에서 썩내훈과 똥R0725와 y2k2홍은 매일매일 대변을 누고 도망갔다.
분노한 박기서는 "야 이 썩내훈 놈의 새끼야 내가 네놈의 머리를 날려버리겠어"
라고 말한 후 썩내훈의 대가리를 홈런쳤다.

## 학력
- 원산초등학교 중퇴
- 대변초등학교 졸업
- 대변중학교 졸업
- Taehun High School 퇴학
- 보민개고등학교 편입
- 검정고무신 10수 후 고졸
- samchung교육대학교 중퇴
- 보민개대학교 편입

## 범죄 경력
1. 태훈죄
썩내훈은 존재만으로도 범죄이다.
2. 대변 운전
썩내훈은 바지에 똥오줌를 그냥 지리며 운전대를 잡았다!
메1갈똥2게이와 썩내훈은 팬티에 설사를 누며 운전한다!
3. N번방 가해자
N번방에서 Striker9498이라는 닉네임을 쓰며 완장활동을 하며 야동을 유포하였다.
조주빈, 강훈, 이원호와 같이 박사방을 운영하다 똥번방으로 독립해서 여학생들에게 치마를 입은 상태로 대소변을 보는 영상을 촬영하게 되어서 논란이 되었다.
Striker9498, Kth681386이라는 닉네임을 쓰며 활동하였다.
4. 불법체류
북조선의 국적으로 대한민국의 국적이 없었고 비자를 발급받지도 않고 학교를 다니는 등 똥에픽과 함께 불법체류하였다.
5. 0.5역죄
신숭겸한 느비예트 살라흐 루시드 보우민께 0.5역을 저지르는 대역죄를 지었다.
6. 내란죄

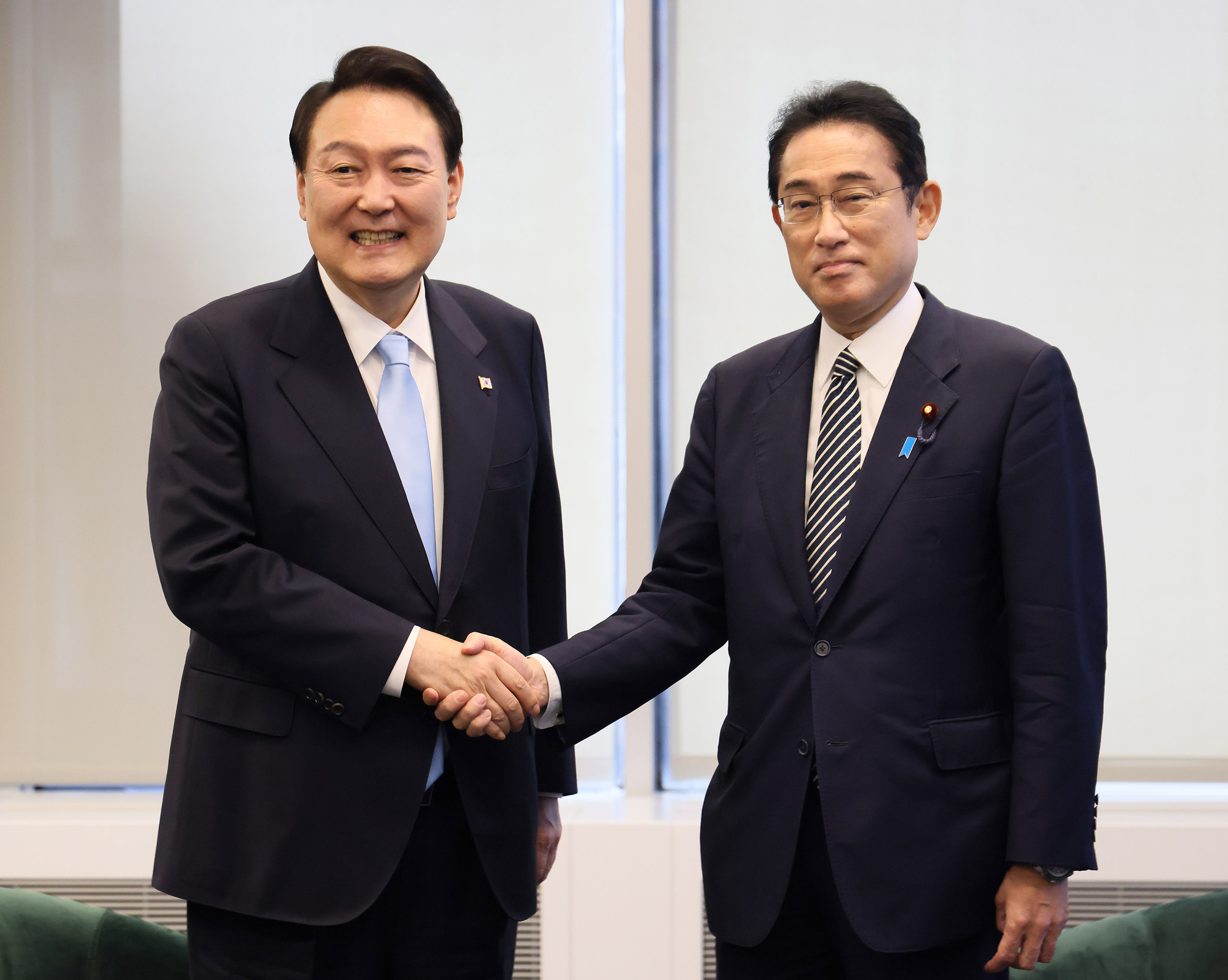
썩래훈과 똥에픽

2024년 12월 3일, 똥비상계엄을 선포하였다.
그래서 내란죄와 내훈죄로 100년형을 선고 받았다.
7. 불법집회 참여

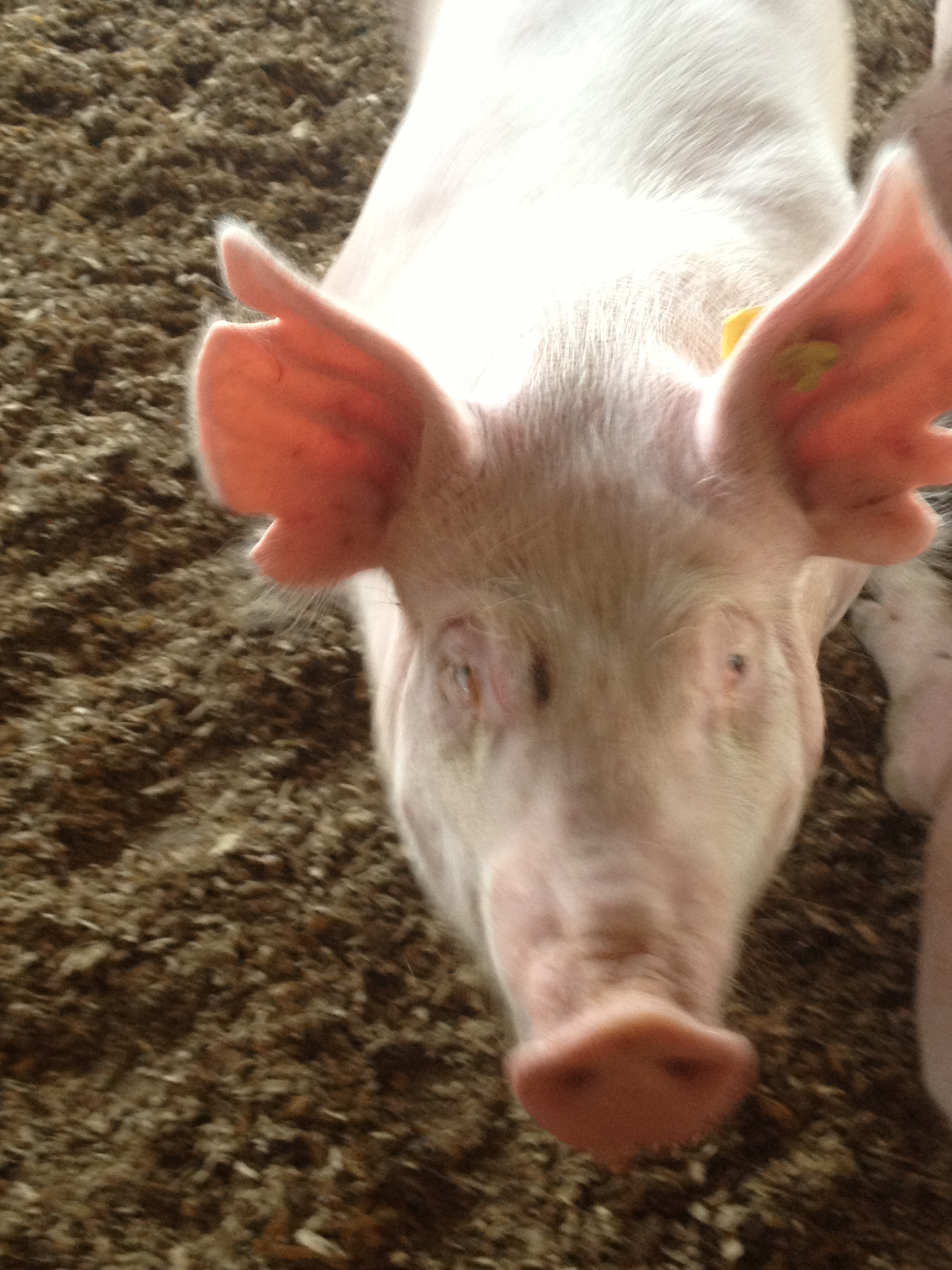

전한길과 전광훈과 같이 틀딱우파코인에 타며 태극기시위를 벌였다.
하지만 이후 전광훈조차도 그를 손절하며 "썩내훈 꼼짝마 썩내훈 까불면 나한테 죽어"라는 유행어를 남겼아.

## 같이 보기
- 에픽 (고자)

|  | 이 문서에 삭제가 신청되었습니다. 신청자: (신청자를 기입하지 않았습니다) 삭제 기준: G3 - 명백한 문서 훼손과 노골적인 장난 이 태그를 다음으로 대체해 주십시오: {{삭제 신청\|1=장난\|신청자=(삭제 신청자의 사용자 ID)}} 삭제 신청자에게: 빠른 삭제 기준에서 자세한 삭제 기준을 확인할 수 있으며, 기준에 명시된 사유에 한해서만 삭제가 가능합니다. 삭제 신청할 때 고려할 점을 읽어 보시고 대안을 고려해 보세요. 문서 기여자에게: 제가 기여한 문서에 삭제가 신청되었는데 어떻게 해야 할까요? 당황하지 마세요. 삭제 신청 대처를 읽어보시고, 이 문서에 왜 삭제가 신청되었는지 다시 한번 생각해 보시고 문서를 보강해 주세요. 잘못된 삭제 신청이거나, 삭제 신청에서 언급된 문제점을 해결한 후에는 삭제 신청 틀을 떼도 됩니다. 단, 자신이 만든 문서에 대한 삭제 신청은 스스로 틀을 떼어서는 안 됩니다. 삭제 신청이 잘못된 것이라고 생각할 경우, 삭제 신청 틀 아래에 {삭제 신청 이의}를 추가하고, 아래의 버튼을 통해 이 문서의 토론 문서에 삭제 신청에 대한 의견을 남길 수 있습니다. 삭제 신청자에게: 문서 역사를 참고하여 해당 문서의 작성자나 주 편집자의 사용자 토론 문서에 아래 내용을 넣어 삭제 신청 사실을 알려 주세요. {{풀기:삭제 신청 알림\|돼지태훈\|G3 - 명백한 문서 훼손과 노골적인 장난}} -- ~~~~ |